# Федечко Андрій Миронович
Андрі́й Миро́нович Феде́чко — український п'ятиборець, Заслужений майстер спорту України, лейтенант Збройних сил України. Призер та переможець Чемпіонатів України. Переможець Кубка Будапешта 2012. На Чемпіонаті світу в Берліні 2015 року виборов бронзову нагороду із результатом 1463 бали. Учасних Олімпійських Ігор у Ріо-де-Жанейро 2016, де посів 26 місце, набравши 1390 балів. Срібний призер Чемпіонату Європи 2019 в естафеті із результатом 1489 очок в британському місті Бат. Найкращий спортсмен Львівщини за підсумками липня 2015 та серпня 2019 року.

## З життєпису
Вихованець Львівського училища фізичної культури, випускник 2012 року. Станом на літо 2015-го навчається у Львівському державному університеті фізичної культури. Спортсмен-інструктор спортивної роти Навчально-спортивної бази літніх видів спорту у Львові.

## Спортивні досягнення
- в лютому 2015-го у Києві здобув срібну нагороду зимового чемпіонату України з сучасного п'ятиборства
- в липні 2015 року виборов бронзову нагороду на Чемпіонаті світу з сучасного п'ятиборства в Берліні із результатом 1463 бали.

### Виступи на Олімпіадах
| Олімпіада | Дисципліна           | Результат | Місце |
| Ріо 2016  | Сучасне п'ятиборство | 1390      | 26    |